# Râul Valea Varnițelor
Râul Valea Varnițelor este un curs de apă, afluent al râului Valea Fetei. 

## Hărți
- Harta Munții Baiului  Arhivat în 15 iunie 2011, la Wayback Machine.
- Harta județului Prahova
- Munții Bucegi  Arhivat în 28 mai 2008, la Wayback Machine.